# Rond de Noordzee
Rond de Noordzee is een Belgische tiendelige documentairereeks en reisverhaal van Arnout Hauben. Het is geproduceerd door het productiehuis De chinezen en werd in het voorjaar van 2019 uitgezonden op de Vlaamse televisiezender Eén van de VRT.
Het programma ging gepaard met een gelijknamig boek, uitgegeven door Polis en Eén, dat verdere informatie gaf over de achtergrond bij het programma, en sommige verhaallijnen in meer detail uitdiepte.
De VPRO kocht het programma aan voor uitzending op de Nederlandse zender NPO 2, waar de reeks vanaf 16 april 2019 werd uitgezonden.

## Plot
Hauben trekt samen met cameraman Philippe Niclaes en geluidsman/droner Ruben Callens langs de kustlijn van de Noordzee, in een traject van 5.000 kilometer rondom. Er wordt begonnen in Brugge waarna bij het Zwin wordt begonnen aan de tocht langs de Belgische en Franse kust naar Duinkerke. Hier wordt met een boot de overtocht gemaakt over Het Kanaal naar het Verenigd Koninkrijk. Vanuit hier wordt de Engelse en Schotse kust gevolgd waarna vanaf de Shetlandeilanden met een boot de overtocht naar Noorwegen wordt gemaakt. Dan gaat de reis via Denemarken, Duitsland en Nederland terug tot in Antwerpen. Hauben, Niclaes en Callens leggen grote delen van het traject te voet af, naast transport per boot, trein, auto, vliegtuig en gedeeltes per fiets. Onderweg interviewen ze bewoners van nabij de kustlijn of andere toevallige personen.

## Afleveringen
| Aflevering | Inhoud | Kijkcijfers | Kijkcijfers |
| Aflevering | Inhoud | BE          | NL          |
| ---------- | --- | ----------- | ----------- |
| Afl. 1     | In de eerste aflevering vertrekt Arnout vanuit Brugge, dat ooit de belangrijkste havenstad aan de Noordzee was. Met een kano zoekt hij langs kleine kanalen de weg naar Het Zwin. In een oude visserskapel in Heist vertelt een vrouw hem het verhaal van haar vader. Arnout ontdekt dat Oostende vroeger op een eiland lag en trekt verder richting Frankrijk. | 847.797     | 476.000     |
| Afl. 2     | Arnout zeilt het Kanaal over. Over de kliffen van Dover reist bij verder langs de Engelse oostkust. Op zee gaat hij op zoek naar het Red Sands Fort, een verlaten fort uit de Tweede Wereldoorlog dat op instorten staat. | 829.601     | 581.000     |
| Afl. 3     | Arnout komt aan in Grimsby, dat in de jaren 50 de meest welvarende vissershaven van de Noordzee was. Hij reist verder langs de eroderende Holderness-kust, waar elk jaar huizen in zee verdwijnen. Via een oud pelgrimspad komt hij aan op Holy Island. Ooit was dit een vredig eiland met een klooster, maar daar kwam een bruusk einde aan door een bloedige Viking-aanval. | 925.215     | 546.000     |
| Afl. 4     | Arnout komt aan in Schotland, in Berwick-upon-Tweed. In de middeleeuwen kwam bijna alle wol voor de Brugse lakenhandel uit deze regio. In Balmedie stoot Arnout op een gigantisch golfterrein van de Amerikaanse president Donald Trump. De lokale bevolking is echter niet opgezet met de komst van meneer Trump. Langs de North Coast 500 lift Arnout naar Keiss om er samen met enkele biologen op zoek te gaan naar orka’s.                                                         | 839.232     | 683.000     |
| Afl. 5     | Arnout Hauben trekt naar de afgelegen Orkney en Shetland eilanden, waar 3000 jaar geleden al mensen met een rijke cultuur woonden. In de baai van Scapa Flow vaart hij mee met Emily, die gepassioneerd is door de wrakken van Duitse oorlogsschepen die er gezonken zijn. Arnout gaat op bezoek bij de inwoners van Fair Isle, het meest afgelegen bewoonde eiland van Groot-Brittannië.                                                                                               | 864.058     | 708.000     |
| Afl. 6     | Arnout, Ruben en Philippe willen graag per boot de oversteek maken van de Shetland eilanden naar de kust van Noorwegen, 300 kilometer verderop. Maar de oude Noorse vissersboot die hen zou oppikken leed schipbreuk. Na een oproep op BBC Radio Scotland geraken ze toch nog met een boot in Noorwegen. Ze varen tot diep in de Sognefjord, waar het Noordzeewater 200 kilometer het binnenland in vloeit en waar er nog mensen als echte Vikingen leven.                              | 929.589     | 663.000     |
| Afl. 7     | Noorwegen is veruit het meest welvarende land aan de Noordzee. Dat hebben de Noren te danken aan de gigantische olievoorraden die voor hun kust werden gevonden. Via de North Sea Cycle Route fietst Arnout verder richting Denemarken. Op het strand ontdekt hij bunkers uit WOII, die onderdeel waren van de Duitse Atlantikwall. Arnout gaat op zoek naar de laatste getuigen van die donkere dagen.                                                                                 | 913.096     | 666.000     |
| Afl. 8     | Arnout komt aan in Cold Hawaii, een plek aan de Deense westkust die erg in trek is bij wind- en kitesurfers. Hij laat Denemarken achter zich en komt terecht op het mondaine Duitse eiland Sylt. Even verderop ligt Nordstrandischmoor, een piepklein eiland met vier huizen dat bij springtij volledig onder water loopt. Via het eiland Helgoland – dat in WOII zwaar gebombardeerd werd – bereikt hij Nederland.                                                                     | 882.681     | 666.000     |
| Afl. 9     | Arnout Hauben gaat aan boord van de Senta, een oude boot die speciaal ontworpen is om op de Waddenzee te varen. Hij vaart langs Ameland en Terschelling tot in Vlieland. De onafhankelijke spirit van de eilandbewoners blijkt nog altijd te leven. Terug op het vasteland ontmoet Arnout enkele vissers uit Urk. Dit eeuwenoude vissersdorp lag ooit op een eiland in de Noordzee, maar werd in de jaren 40 ingepolderd. Toch blijven de Urkers zich nog steeds eilandbewoners voelen. | 903.848     | 721.000     |
| Afl. 10    | Op het laatste deel van hun reis rond de Noordzee trekken Arnout, Ruben en Philippe van Amsterdam naar Antwerpen. Een noodlottige storm zorgde in 1953 voor de grootste overstromingsramp uit de Nederlandse geschiedenis. Arnout ontmoet enkele mensen die deze ramp meemaakten. In Vlissingen eindigt hun tocht rond de Noordzee. Hier gaat het drietal aan boord van het schip Rupel dat hen terug naar Antwerpen brengt.                                                            | 961.666     | 527.000     |

## Route

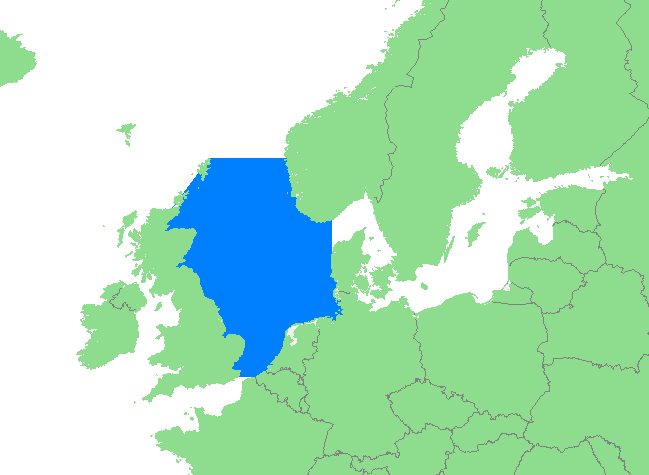
De Noordzee, waarvan de grenzen (ongeveer) de route vormen die werd afgelegd

1. Brugge –  Cap Gris-Nez
2. Calais –  Blakeney Point
3. Grimsby –  Holy Island
4. Berwick-upon-Tweed –  John o' Groats
5. Orkneyeilanden –  Shetlandeilanden
6. Shetlandeilanden –  Bergen
7. Stavanger –  Hanstholm
8. Klitmøller –  Ditzum
9. Lauwersoog –  Urk
10. Amsterdam –  Antwerpen